# Germania la Concursul Muzical Eurovision Junior
Germania a debutat la Concursul Muzical Eurovision Junior în anul 2020. Cel mai bun rezultat obținut de această țară este locul 12, în 2020.

## Rezultate

#### Legendă:
Câștigător
     Locul al doilea
     Locul al treilea
     Ultimul loc
| An   | Gazda    | Artist  | Titlu               | Poziție | Puncte |
| ---- | -------- | ------- | ------------------- | ------- | ------ |
| 2020 | Varșovia | Susan   | "Stronger with You" | 12      | 66     |
| 2021 | Paris    | Pauline | "Imagine us"        | 17      | 61     |

## Istoria voturilor (2020)
| Poziție | Țară          | Puncte |
| ------- | ------------- | ------ |
| 1       | Țările de Jos | 12     |
| 2       | Spania        | 10     |
| 3       | Franța        | 8      |
| 4       | Belarus       | 7      |
| 5       | Rusia         | 6      |

| Poziție | Țară      | Puncte |
| ------- | --------- | ------ |
| 1       | Franța    | 6      |
| 2       | Kazahstan | 5      |
| 2       | Malta     | 5      |
| 3       | Belarus   | 3      |
| 4       | Georgia   | 1      |
| 4       | Polonia   | 1      |
| 4       | Serbia    | 1      |
| 4       | Ucraina   | 1      |